# Produit de protection solaire
Pour les articles homonymes, voir Crème et Écran total.

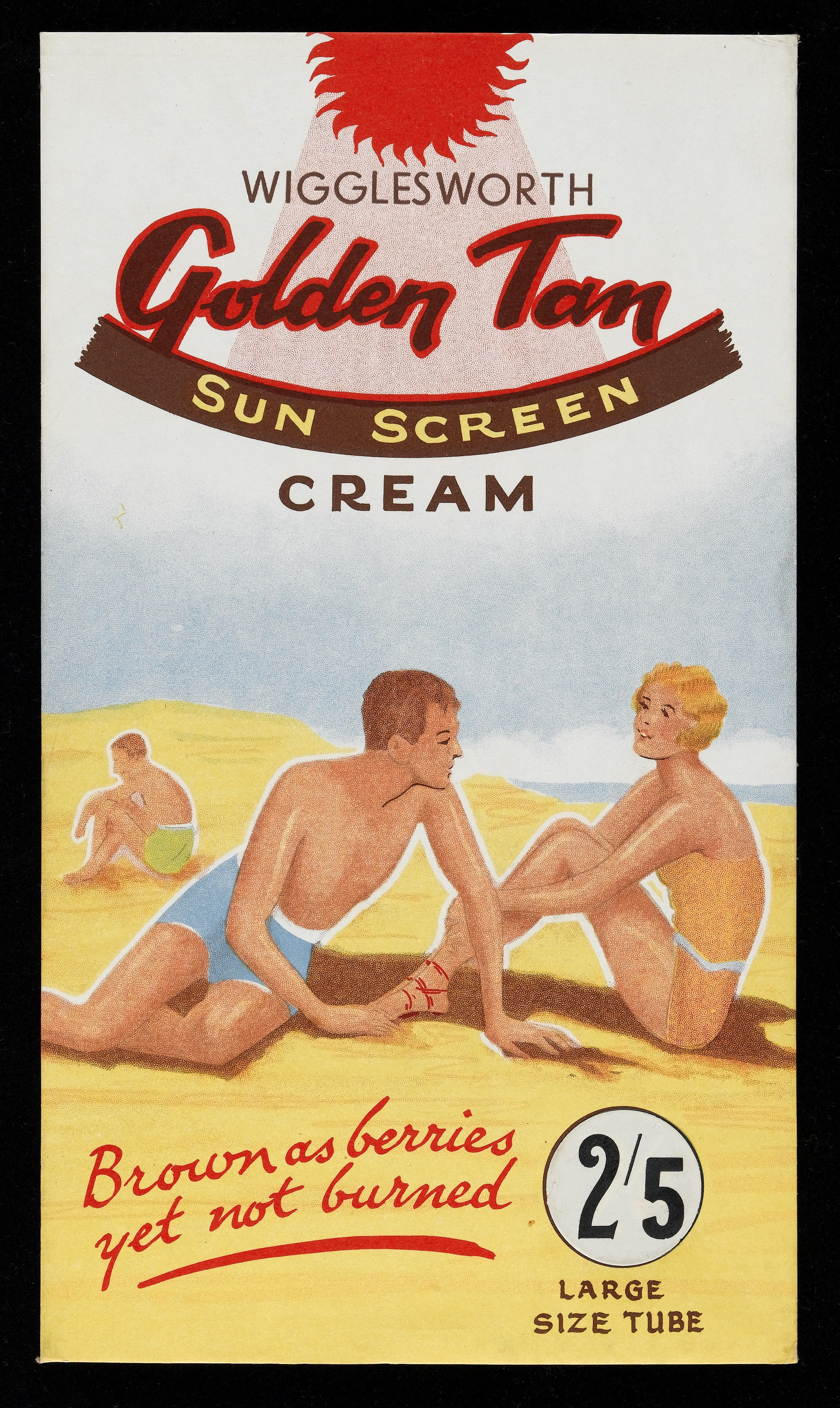
Publicité anglaise pour une crème solaire dans les années 1930.

Un produit de protection solaire, communément appelé crème solaire, est un produit cosmétique utilisé dans le but de réduire l'exposition de la peau au rayonnement ultraviolet du soleil. Il constitue à ce titre un moyen de photoprotection externe passive, fonctionnant comme un filtre ultraviolet. Ce type de produit est à utiliser en complément des autres méthodes existantes.

## Historique
La mention de produits destinés à protéger des rayons du soleil est retrouvée dans des papyrus datant de l'Égypte antique.
Avec la découverte du rôle du rayonnement solaire dans les brûlures de la peau en 1820 par Everard Home, diverses substances sont étudiées pour leur capacité à absorber les radiations. Le sulfate de quinine acidifié a été la première substance à être utilisée pour réduire les effets des coups de soleil induits par les UVB sur la peau. La combinaison de cette substance dans des lotions est réalisée en 1891 par l'Allemand Friedrich Hammer, créant ainsi le premier écran solaire chimique de l'histoire.
C'est en 1928 que deux scientifiques allemands, Hausser et Vahle, créent les premiers écrans solaires disponibles dans le commerce contenant du silicate de benzyle et du cinnamate de benzyle qui absorbaient très bien les UVB. Bien que l'on trouve des traces des premières crèmes solaires commercialisées dès 1933, c'est en France avec l'acide para-aminobenzoïque (PABA) qu'Eugène Schueller, fondateur de L'Oréal, commercialise la première protection solaire qui connait un grand succès, Ambre solaire, en 1936, année des premiers congés payés,,, (commercialisée cette année-là, cette crème avait cependant été testée l'année précédente, Eugène Schueller ayant demandé à ses chimistes de trouver une protection adéquate lorsqu'il sortait sur son voilier le long des côtes bretonnes, à Paimpol). En 1927, le couturier Jean Patou avait déjà lancé un produit solaire, l’Huile de Chaldée, mais qui agissait plus comme parfum que comme protecteur. Quelques années plus tard, en 1957, ce sont les laboratoires RoC qui créent le premier écran solaire à très haute protection (IP 50+).
Avec la popularité croissante des écrans solaires à base de PABA, des méthodes de test étaient nécessaires pour déterminer le facteur de protection des écrans solaires. C'est ce qu'a proposé Rudolf Schulze, un physicien allemand spécialisé dans les radiations, en 1956, puis Franz Greiter, un chimiste autrichien qui a inventé le terme SPF, adopté en 1978 par la Food and Drug Administration (FDA) et reconnu internationalement comme la méthode de mesure de la protection contre le soleil.
Cependant, en 1956, les dermatologues ont commencé à voir des patients souffrant d'allergie au PABA, ce qui a conduit à son retrait progressif en 1965.

## Composition

### Généralités
Une protection solaire efficace doit bloquer aussi bien les rayons UVA que des rayons UVB : les UVB (et dans une moindre mesure les UVA) peuvent causer le coup de soleil, les UVA provoquent un vieillissement prématuré de la peau, les UVA et surtout les UVB causent des cancers de la peau.
Les effets de la lumière visible et des rayons infrarouges sont habituellement sous-estimés, pourtant de récentes études,, semblent indiquer qu'ils ont également des effets significatifs qui nécessitent d'être mieux connus. Une protection solaire complète devrait donc potentiellement prendre en compte ces types de rayonnements.
Un produit solaire est composé de filtres ultraviolets dans une base qui peut être une huile ou plus fréquemment une émulsion (crème ou lotion). Une émulsion aqueuse permet d'appliquer une plus grande épaisseur de produit sur la peau et n'est pas grasse au toucher.
La crème solaire contient généralement d'autres ingrédients : conservateurs, agents pour stabiliser l'émulsion, anti-radicaux libres (vitamine E ou vitamine C par exemple), épaississants, agents hydratants… La formulation tient compte du fait que le produit doit adhérer à la peau, et résister à l'eau.

### Les deux familles de filtres ultraviolets
Il existe deux types de filtres ultraviolets, les filtres minéraux (ou inorganiques) et les filtres organiques. Tous les produits solaires contiennent des filtres organiques ou des filtres minéraux ou les deux. Dans l’Union européenne, ces filtres sont règlementés selon l’annexe VI du règlement (CE) no 1223/2009 du Parlement européen et du Conseil du 30 novembre 2009. Ces filtres sont au nombre de 27 et divisés en deux catégories :
- Les filtres minéraux, à base de dioxyde de titane (TiO2) ou d'oxyde de zinc (ZnO).
- Les filtres organiques, à base de molécules organiques

L'action des filtres minéraux repose faiblement sur l’absorption de la lumière mais surtout sur la diffusion de ses rayons. Ils existent sous forme pigmentaire, et laissent dans ce cas un film blanc sur la peau, ou sous forme nanoparticulaire (<100 nm). Le TiO2 est également sensible à la photodégradation, il est donc nécessaire qu’il soit enrobé afin d’éviter toute réaction photocatalytique. En plus de prévenir cette dégradation l’enrobage du TiO2 va permettre de le rendre dispersible dans le milieu d’addition : enrobage d’alumine pour dispersion aqueuse, de triméthoxycaprylylsilane pour une dispersion dans des silicones. Les particules de titane sont moins efficaces que celle de zinc contre les UV-A (longs). Certaines de ces nanoparticules de titane (anatases) ont aussi l'inconvénient de réagir à la lumière (photodégradation) en créant des radicaux libres. Au contraire, les particules « rutile » de dioxyde de titane sont stables, mais il est difficile de faire la différence de structure des deux cristaux sans une mesure aux rayons X). Néanmoins, la règlementation européenne requiert des fabricants que le dioxyde de titane incorporé dans les crèmes solaires se trouve sous forme rutile, ou en mélange rutile avec jusqu’à 5 % d’anatase. Étant donné que le caractère photoinstable d'un filtre UV augmente la difficulté de valider les tests d'efficacité, il n'est pas dans l'intérêt des fabricants d'avoir une proportion élevée de dioxyde de titane sous forme anatase. Les mêmes stratégies formulatoires sont applicables au ZnO,,,. Il est aussi possible de retrouver dans ces produits, d'autres composés minéraux (non reconnus comme des filtres UV) comme le talc ou le kaolin. 
Les filtres organiques, offrent une protection solaire en absorbant le rayonnement UV grâce à des groupements chromophores constitués de systèmes π conjugués. Lorsque ces molécules absorbent la lumière incidente, elles passent dans un état excité avant d’émettre de l’énergie sous forme de chaleur ou de fluorescence pour retourner à leur état fondamental. Ces filtres organiques se caractérisent par une longueur d’onde d’absorption maximale qui permet de les catégoriser en filtre UVA, UVB ou à champ large (UVA et UVB). C’est pourquoi pour obtenir un spectre d’action le plus large possible et une protection efficace il est nécessaire de combiner des filtres UVA et des filtres UVB. Cependant certains de ces filtres peuvent ne pas être photostables, lors de l’absorption d’UV ils peuvent simplement se dégrader. L’avobenzone et l’octinoxate sont les deux filtres qui subissent principalement une photodégradation ; associés, ils réduisent encore plus leur photostabilité. Pour pallier ce phénomène d’autres filtres UV doivent être introduits pour assurer une meilleure photostabilité tels que le bis-ethylhexyloxyphenol methoxyphenyl triazine ou l’octocrylène,,,.

## Utilisation
L'application d'un produit d'indice de protection suffisant est recommandé en cas d'exposition solaire, lorsqu'elle est inévitable. L'application est à renouveler régulièrement, si l'exposition persiste. Pour obtenir la protection correspondant à l'indice de protection du produit solaire, il faut appliquer 2 mg de produit solaire par cm² de peau. L'effet de la crème diminue avec l'intensité du rayonnement et d'autres facteurs comme les frottements ou l'humidité (eau, sueur).
Les fabricants commercialisent aussi des crèmes de jour et des fonds de teint contenant des filtres UV. On en trouve également dans des baumes à lèvres et des produits capillaires.

## Efficacité
Les indices de protection permettent au consommateur de choisir un produit solaire adapté en fonction de son type de peau, de son exposition et des conditions météorologiques (plage, montagne, soin quotidien...). Il est important de noter que les autobronzants, le monoï classique et les huiles « bronzantes » ne fournissent pas de protection solaire dans le cas où elle n'est pas clairement revendiquée.

### Facteur de protection solaire
Le facteur de protection solaire (FPS) d'une crème solaire est une mesure de son efficacité. Il indique le pouvoir protecteur d'un produit contre les coups de soleil. Il concerne donc principalement la protection anti-UVB. Le FPS est parfois noté SPF pour sun protection factor.
Le FPS a la même signification dans tous les pays. Il est déterminé par des tests standardisés. Le texte publié par la Commission européenne stipule :
« Afin de garantir la reproductibilité et la comparabilité de la protection minimale recommandée contre les rayons UVB, il convient d’utiliser la Méthode internationale d’essai du facteur de protection solaire actualisée en 2006 par les industries européenne, japonaise, américaine et sud-africaine. » Cette recommandation s'appuie sur le texte accessible auprès du Colipa.
Lors de ces tests, on applique une quantité de produit solaire de 2 mg par cm² sur une partie du dos de volontaires qui sont ensuite soumis à différentes doses d'UV. 24 heures après, on compare la réaction de la peau avec et sans protection solaire. On en déduit la Dose Érythémale Minimale (DEM), qui est la plus faible dose d'ultraviolet provoquant une rougeur de la peau. L'indice de protection est le rapport entre la DEM sur une zone de peau recouverte de crème solaire et la DEM sur une zone non protégée.Le FPS est ainsi le rapport entre la dose d'UV nécessaire pour obtenir un coup de soleil avec et sans la crème solaire.
Ainsi, au laboratoire sous une source qui émet un rayonnement constant dans le temps et pour une crème si une personne a un coup de soleil au bout de dix minutes sans protection, un FPS 15 signifie qu'il faudra 150 minutes (soit quinze fois dix minutes ou 2h30) pour obtenir le même coup de soleil avec ce produit solaire. Donc plus l'indice est élevé, meilleure est la protection, contre le coup de soleil. Mais il ne faut pas perdre de vue que toutes les personnes ne sont pas égales au regard des risques, il existe six phototypes. Les peaux claires ont besoin d'une protection plus élevée contre les UV que les peaux mates.
La protection contre les UV érythémaux (c'est-à-dire la proportion de rayons non filtrés) n'est pas directement proportionnelle à la valeur du FPS, c'est-à-dire que de doubler le FPS ne double pas la protection :
- Un FPS 2 laisse passer 50 % des UV érythémateux
- Un FPS 15 arrête 93 % des UV érythémateux (il laisse passer 1/15 soit 7 % des UV érythémaux)
- Un FPS 20 arrête 95 % des UV érythémateux, c'est-à-dire qu'il en laisse passer 5 %, soit effectivement 10 fois moins qu'un IP 2

- Un FPS 30 arrête 97 % des UV érythémateux
- Un FPS 50 arrête 98 % des UV érythémateux

### Facteur de Protection UVA
Le facteur de Protection UVA protection FP-UVA peut-être évalué par 2 méthodes normées :
- La norme ISO 24442:2022 définie une méthode d'évaluation in vivo qui permet de déterminer le FP-UVA de manière analogue à la méthode d'évaluation in vivo du FPS d'un produit solaire. La réponse obtenue est la pigmentation persistante (PPD : Persistent Pigment Darkening).
- La norme ISO 24443:2021 est la méthode d'évaluation in vitro qui repose sur la mesure de l'absorption dans le spectre UV par la crème solaire.
Concernant le marché européen, les fabricants de crème solaires sont dans l'obligation de justifier d'un FP-UVA au moins égal au tiers du FPS.

### Limites
Les crèmes solaires protègent assez efficacement contre les UVB et les UVA. Mais elles ont un effet pervers : les personnes qui utilisent des crèmes solaires se croient protégées du soleil et ont tendance à s'exposer plus longtemps au soleil. De même, les crèmes solaires ne sont pas destinées aux bébés, qui ne doivent pas être exposés au soleil.
Les produits solaires sont donc utiles, mais doivent être associés à des mesures de prudence : le port de vêtements, de lunettes de soleil et d'un chapeau, la non-exposition au soleil entre 12h et 16h en France l'été (car le rayonnement UVB est à son maximum d'intensité) et la limitation de la durée de l'exposition.
Lors d'études cliniques, l'application sur la peau de produits solaires contenant 7 filtres UV a été étudiée (avobenzone, oxybenzone, octocrylene, homosalate, ethylhexyl salycilate, ecamsule et ethylhexyl methoxycinnamate). Il a été observé que ces filtres traversent la barrière cutanée et sont retrouvés dans le plasma des sujets. Aucune toxicité n'a été mise en évidence dans certains articles de recherche, avec de fortes controverses sur les risques potentiels (sur la santé humaine et sur l'environnement) dues à la nature de ces produits chimiques (notamment oxybenzone, un perturbateur endocrinien) présents dans ces crèmes solaires .

## Règlementation
En France, les produits de protections solaire se définissent de la manière suivante selon l’Agence nationale de sécurité du médicament et des produits de santé (ANSM) : « C’est un produit cosmétique destiné à être appliqué sur la peau pour la protéger du rayonnement ultraviolet (UV) en absorbant et/ou réfléchissant ce rayonnement. »
Dans l'Union européenne, les produits de protection solaire répondent donc au Règlement (CE) no 1223/2009 relatif aux produits cosmétiques. L’annexe VI du règlement référence les filtres UV admis dans les produits cosmétiques ainsi que les concentrations d’incorporations autorisées. Ils sont actuellement au nombre de trente ; cette liste a plusieurs fois été modifiée. La dernière modification date du 21 juin 2018 et autorise l’utilisation du Methylene Bis-Benzotriazolyl Tetramethylbutylphenol sous forme de nanoparticule. Les législations variées à travers le monde donnent aux produits de protections solaires des statuts différents. En Europe, ces produits classés comme des cosmétiques deviennent des médicaments sans ordonnance aux États-Unis comme au Canada.
L’Europe impose aux cosmétiques solaires, en plus de respecter l’annexe VI de la règlementation européenne, un étiquetage spécifique selon leur facteur de protection solaire (FPS).
Le FPS ne traduisant que la protection face aux UVB. Il est également impératif pour protéger des UVA que le produit démontre un niveau de protection face aux UVA au moins égal à un tiers de celui dans le domaine UVB. Il est également nécessaire que le produit ait une longueur d’onde critique (λc) supérieure ou égale à 370 nm. Cette valeur est définie comme la longueur d’onde à laquelle l’aire sous la courbe atteint 90 % de l’absorption totale du produit entre 290 et 400 nm. Plus cette valeur est élevée, plus le produit absorbe et donc protège dans la gamme des UVA.
Le terme « écran total » est interdit en Europe depuis 2006 pour les crèmes solaires, car aucune d'entre elles, même à haut indice de protection, ne peut bloquer 100 % des UV.

## Enjeu écologique et de santé publique

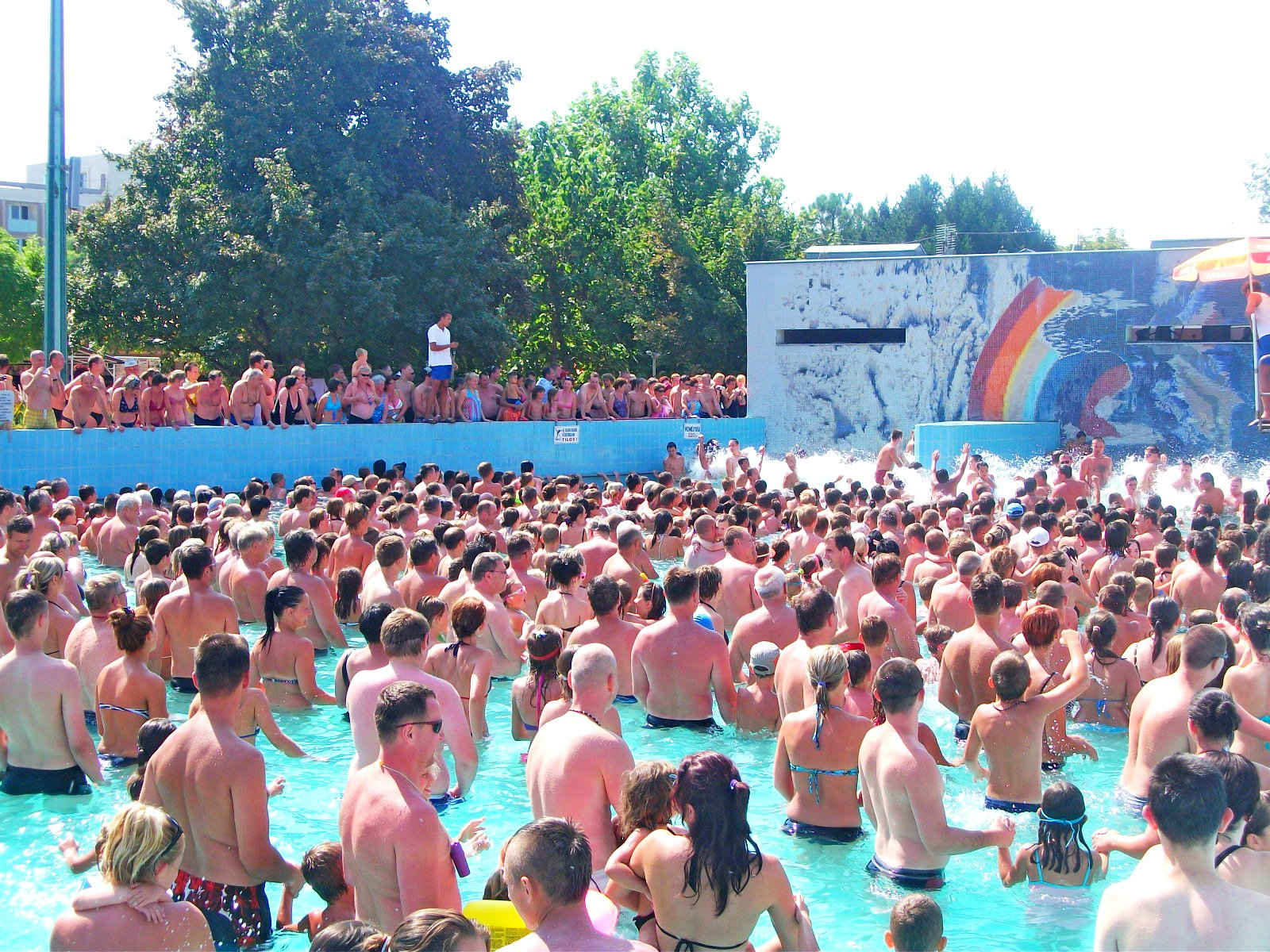
Piscine à vagues par une chaude journée d'été ; contexte propice à la dispersion dans l'eau d'une grande quantité de résidus de crème solaire (dont filtres UV)

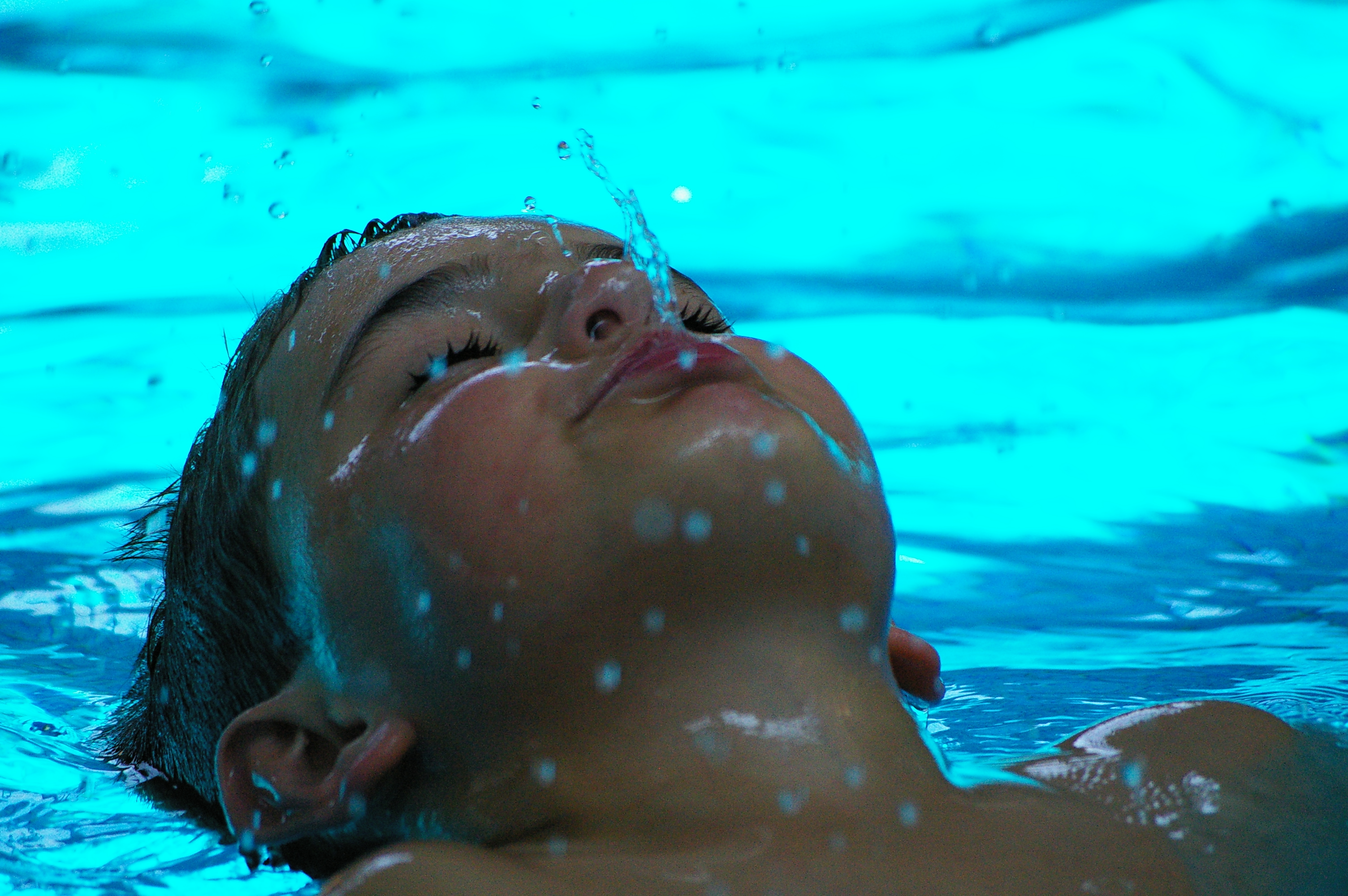
À la piscine, les enfants avalent au moins deux fois plus d'eau que les adultes,,,

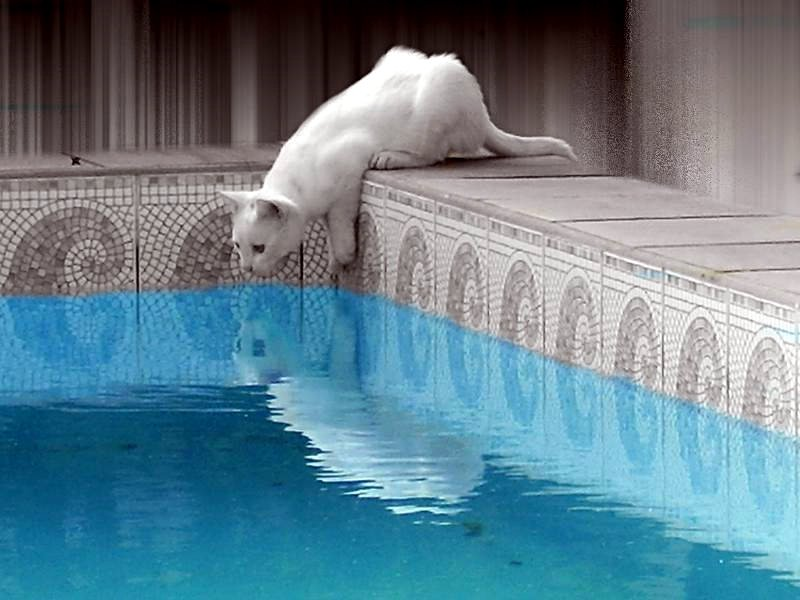
Divers animaux dont chiens et chats lapent spontanément l'eau chlorée des piscines

Provenant des parties de corps humain recouverts de crème solaire un film de résidus de crème solaire est retrouvé sur les eaux littorales en mer, mais il est aussi largement répandu sur les lacs de montagne (en Suisse par exemple),, et dans les cours d'eau. Les filtres chimiques et les conservateurs polluent l'eau, avec de nombreux effets écotoxicologiques et toxiques,, et ils sont difficiles à éliminer dans les stations d'épuration, tandis que les filtres minéraux sont non biodégradables, à faible effets (pour certains) et à effets encore mal cernés lorsque présents sous forme de nanoparticules (les recherches actuelles suggèrent que les nanoparticules libres peuvent causer des effets néfastes pour la santé, comme les voies inflammatoires. Leur petite taille permettant de contourner des défenses immunologiques de l'organisme).
De nombreuses études ont été réalisées sur la possible toxicité des nanoparticules, aucune n'a pour l'instant réussi à prouver la toxicité de ces deux particules sur la peau (hormis les problèmes liés à la photodégradation). On estime donc que le risque causé par les rayons (et qui est bien connu) est supérieur au risque qui pourrait être causé par la petite taille des particules.
- Les filtres minéraux (des crèmes dites « bio ») sont hypoallergéniques et plus photostables (ce qui en fait le produit solaire recommandé pour les sujets allergiques et les enfants)[45]. Ils étaient au début moins apprécié des vacanciers, car plus difficiles à étaler et conféraient aux utilisateurs une teinte blanchâtre peu esthétique[46]. Pour améliorer l'aspect cosmétique, les laboratoires ont formulé des crèmes avec des nanoparticules, dont les effets néfastes sur l'environnement et notamment sur le phytoplancton sont avérés[47], ainsi que sur la santé humaine (ces particules entrant dans la peau).
- Les filtres organiques sont plus faciles d'usage mais ils polluent l'eau, sont difficiles à éliminer, même par les stations d'épuration, peuvent être allergéniques et s'avérer dangereux s'ils sont ingérés[46]. Les effets négatifs des filtres organiques sur l'environnement sont attestés par plusieurs études scientifiques :
- Une étude menée en Suisse par le laboratoire Empa montre leur impact négatif sur les truites de rivière[46],[48],[49].
- Selon Le Figaro en 2008, « une équipe de chercheurs italiens a démontré que, dans des zones touristiques fréquentées (Égypte, Thaïlande, Indonésie), la présence d'écran solaire dans l'eau menace les récifs coralliens. En cause : les substances chimiques qui filtrent les ultraviolets détruisent aussi les microalgues indispensables à la vie des coraux. Mieux vaut utiliser une protection de type minéral plutôt que chimique[50]. »[51],[52].
- Plusieurs publications scientifiques démontrent que ces filtres agissent comme des perturbateurs endocriniens[53],[54].

L'utilisation de la crème solaire semble être l'une des causes du blanchiment des coraux et de la mort d'un nombre croissant de récifs coraux, ;
- La photoexcitation de composants de filtres UV inorganiques (de type nanoparticules de TiO2 et de ZnO) par le rayonnement solaire produit des quantités importantes de peroxyde d'hydrogène (H2O2), un puissant agent oxydant qui génère un stress élevé sur le phytoplancton marin. Or le corail vit en symbiose avec des microalgues marines[57]. 
Les expériences conduites par D Sánchez-Quiles et A Tovar-Sánchez en 2014 montrent qu'« un gramme de ce type d'écran solaire du commerce produit jusqu'à 463 nM/h de H2O2, affectant directement la croissance du phytoplancton », soit pour plage méditerranéenne en été un excès de H2O2 à hauteur de 270 nM/jour (à partir d'environ 4 kg de nanoparticules de TiO2 libérés par les crèmes solaires des baigneurs, estimation minimale). Selon les auteurs, « Les nanoparticules de TiO2 sont devenues le principal agent oxydant entrant dans les eaux côtières, avec des conséquences écologiques directes sur l'écosystème »[57].
- L'Oxybenzone (1 à 10 % des crèmes solaires) entraine des malformations des larves du corail Pistilla Stylophora et endommage leur ADN[58].
- Les nanoparticules de dioxyde de titane se dispersent dans l'eau et se retrouvent dans les organismes filtreurs (huîtres et moules notamment[59]) ou les cellules d'autres animaux marins[57].
- selon Birkhäuser (2016), « la plupart des filtres chimiques se montrent aussi être des perturbateurs endocriniens » pour les poissons[60]. Ils miment principalement les œstrogènes[61],[62] et à ce titre sont susceptibles de causer chez les animaux aquatiques « des dommages aux organes reproducteurs, des anomalies du développement sexuel et une altération de la fécondité »[63],[64].

De nouvelles crèmes solaires présentée comme neutres pour le corail permettent de se protéger tout en préservant le milieu marin.
La solution de protection la plus respectueuse du milieu marin reste le port du tee-shirt.

## Économie
En 2005 en France, 12,6 millions de tubes de crème solaire ont été vendus pour un chiffre d'affaires de 190 millions d'euros. En 2019, le marché français était évalué à environ 469 millions d'euros (avant la crise sanitaire du Covid). 